# Дикастерия по делам восточных церквей
Дикастерия по делам Восточных Церквей (лат. Dicasterium pro Ecclesiis orientalibus), ранее известна как Конгрегация по делам Восточных Церквей (лат. Congregatio pro Ecclesiis Orientalibus) — одна из шестнадцати Дикастерий Римской курии, которая занимается Восточными Католическими Церквями.
Возглавляет Дикастерию префект кардинал Клаудио Гуджеротти, секретарь — Мишель Ялах.

## История
Создана в 1573 года папой Григорием XIII как Конгрегация по делам греков, в её задачи входило в том числе реформирование Ордена василиан и поддержание византийского обряда. Папа Григорий XV буллой Inscrutabili divinae providentiae от 22 июня 1622 года передал вопросы, связанные с Восточными Католическими Церквями, в ведение Конгрегации Пропаганды Веры, в рамках которой папа Урбан VIII в 1627 года создал отдельную комиссию по делам восточных обрядов. Папа Бенедикт XV 1 мая 1917 года создал самостоятельную Конгрегацию по делам Восточных Церквей.

## Нынешнее состояние
После II Ватиканского собора в рамках реформы Римской курии в 1967 году в конгрегации были образованы отдельные управления для александрийского, антиохийского, византийского и армянского обрядов, во главе конгрегации поставлен кардинал-префект, а членами стали католические восточные патриархи, приравненные к ним верховные архиепископы, а также кардинал, возглавляющий Папский Совет по содействию Христианскому Единству.
19 марта 2022 года Папа римский Франциск провозгласил апостольскую конституцию «Praedicate Evangelium» (с лат. — «Провозглашать Евангелие»), которая кардинальным образом реформирует Римскую курию и заменила апостольскую конституцию «Pastor Bonus» 1988 года, изданную Иоанном Павлом II. Вступила в силу 5 июня 2022 года. Были упразднены конгрегации, папские советы и созданы дикастерии.

## Структура и обязанности
Особое внимание дикастерия уделяет развитию экуменического диалога. В состав Дикастерии по делам Восточных Церквей входят Специальная комиссия по литургии, Специальная комиссия по изучению христианского Востока, Специальная комиссия по подготовке духовенства и монашествующих, Католическая ассоциация помощи Ближнему Востоку, Папская миссия для Палестины и другие.

## Конгрегация иРусское Зарубежье
Конгрегация направляла работу Русского апостолата в Зарубежье, в рамках которого трудились известные представители эмиграции 20 века, и лица связанные с Русской диаспорой, среди них:
- Полномочный апостольский визитатор Конгрегации по делам Восточных церквей для русских католиков византийского обряда, находящихся за границей — Андрей Катков
- Полномочный апостольский визитатор Конгрегации по делам Восточных церквей по руководству русским католическим служением в мире протопресвитер Георгий Рошко.
- Советник Конгрегации с 1928 года — епископ Петр Бучис
- Консультант Русской Комиссии Восточной Конгрегации с священник Кирилл Королевский
- Консультант Русской Комиссии Восточной Конгрегации с 1935 года священник Сергий Веригин
- Делегат Конгрегации для Южной Америки иеромонах Филипп де Режис sj

На пленарном заседании Священной Конгрегации по делам Восточной Церкви 10 января 1938 года было постановлено осуществить типовое издание богослужебных книг на церковно-славянском языке, общем в употреблении, как для украинского, русинского, болгарского, сербского и, т. н. синодального (российского) обрядов. В работе этой литургической комиссии участвовал Иванов, Вячеслав Иванович.
По решению Конгрегации в Риме был создан русский женский монастырь в честь Успения Божией Матери, русскоязычное издательство «Жизнь с Богом» в Брюсселе и другие структуры.

## Руководители Конгрегации

### Кардинал-секретари[2]
- Никколо Марини (1917—1922);
- Джованни Таччи Порчелли (1922—1927);
- Луиджи Синчеро (1927—1936);
- Эжен-Габриэль-Жерве-Лоран Тиссеран (1936—1959);
- Амлето Джованни Чиконьяни (1959—1961)
- Габриэль Акасиус Кусса (1961 про-префект, 1962 префект);
- Густаво Теста (1962—1967).

### Кардиналы-префекты
- Густаво Теста (1967—1968);
- Максимильен де Фюрстенберг (1968—1973);
- Поль-Пьер Филипп (1973—1980);
- Владислав Рубин (1980—1985);
- Дурайсами Симон Лурдусами (1985—1991);
- Акилле Сильвестрини (1991—2000);
- Игнатий Мусса I Дауд (2000—2007);
- Леонардо Сандри (2007—2022);
- Клаудио Гуджеротти (2022 — по настоящее время).

### Секретари Конгрегации и Дикастерии
- Марио Брини (1965—1982);
- Мирослав Стефан Марусин (1982—2001);
- Антонио Мария Вельо (2001—2009);
- Кирилл Василь SJ (2009—2020);
- Джорджо Деметрио Галларо (2020—2023);
- Мишель Ялах (2023 — по настоящее время).